# Бехерит
Бехерит е финландска блек метъл група, създадена през 1989 г. в Рованиеми.

## История

### Ранни дни(1989 – 1990)
Beherit е създадена през 1989 г. от трима млади музиканти от Рованиеми, Лапландия. Вокалистът и китаристът Нюклиър Холокосто (Марко Лайхо), басистът Демън Форникейшън и барабанистът Содоматик Слотър (Яри Пиринен). Целта им е да свирят „най-примитивния, див, адски блек метъл“. Beherit е от сирийски език и значи Сатана. Чрез некомерсиалния характер на тяхната музика, визуалните им образи и изпълнения на живо, групата бързо формира култ. Освен „суровия“ звук, музиката на групата е известна със своята авангардна страна и акцент върху атмосферата.
През следващата година групата издава три демота – „Seventh Blasphemy“, „Morbid Rehearsals“ и „Demonomancy“ и също така прави репутация при своите концерти, включващи свински глави и кози на сцената.

### „The Oath of Black Blood“(1991 – 1992)
Компилационният албум на Beherit, „The Oath of Black Blood“ включва материал, записан от юни до септември 1990 г. Албумът е пуснат през 1991 г. Той е традиционен, бърз, брутален блек метъл, силно повлиян от дет метъла, траш метъла и грайндкора. Въпреки това, той не е самостоятелно записан студиен албум. Групата има финансиране за записване на албум от техния звукозаписен продуцент по онова време, Turbo Music, но се предполага, че са изразходвали парите за алкохол. Лейбълът след това издава демото „Demonomancy“ и EP-то „Dawn of Satan's Millennium“ като компилация без разрешението на групата и го нарича „The Oath of Black Blood“, което първоначално трябва да бъде името на новия албум. Лайхо коментира в началото на 1992 г. в интервю за списание „Metal Hammer“:
„Мразя албума! Той е толкова лош, че никога не искахме да го пуснем. Тези песни са от демото ни „Demonomancy“ и нашият лейбъл Turbo Music просто е използвал обикновена касета за албума. Наистина, никога не съм им пращал основната касета... Планираме да издадем подходящ албум скоро, този път чрез мой собствен лейбъл. Резултатът трябва да бъде много по-добър“.
Понастоящем албумът се счита за пълноценно издание. Spinefarm Records го издават отново през 2005 г., а Season of Mist през 2006 г. През 1991 г. членовете на групата за кратко се представят под името The Lord Diabolus, от което правят и издават демо, преди групата да се върне на работа под името Beherit. Песните „Intro (Tireheb)“ и „Nocturnal Evil“ по-късно са репродуцирани като Beherit песни.

### „Drawing Down the Moon“(1993)
Най-известният и най-влиятелен албум на Beherit, „Drawing Down the Moon“, е записан между април и август 1992 г. Издаден през 1993 г., като първия официален албум на групата. Албумът е кръстен на древен ритуал. Албумът е силно експериментален в блек метъл сцената, тъй като бандата използва шепот и пространство като електронни и синтетични звуци, за да укрепи своята хипнотична атмосфера. Албумът е преиздаден от Candlelight Records през 2006 г.

### Ембиънт ера(1994 – 1996)
Въпреки успеха на албума, „Drawing Down the Moon“, той остава последен в стила блек метъл, след като групата се разделя на следващата година. Лайо все още записва два албума в дарк ембиънт насоченост, „H418ov21.C“ и „Electric Doom Synthesis“, и ги пуска под името на бандата. Тъй като групата не се събира отново, Лайо в крайна сметка губи интерес към блек метъла, той продължава музикалната си кариера в дарк ембиънта като „Суури Шамаани“ и в хардкор техното като „DJ Gamma“.

### Завръщане и „Engram“(2009)
Beherit се завръща през 2008 г. с оригиналните членове на Нюклиър Холокосто и Содоматик Слотър, както и новодошлите Ейншънт Корпс Десекрейтър и Ейбъс. Новият албум е връщане към блек метъл жанра и също така отбелязва завръщането на Beherit в пълна конфигурация, след като съществува като самостоятелен проект от 1994 г. до разпадането си през 1996 г. Албумът е озаглавен „Engram“, и е първият от 14 години насам.

## Конфликти
Beherit са една от първите блек метъл групи от т.нар. втора вълна. В началото на 1990-те години, повечето от групите в жанра са от Норвегия, но благодарение на Beherit и групи като Impaled Nazarene и Barathrum, финландската сцена става все по-известна. В крайна сметка това довежда до норвежко-финландски конфликт, често наричан „Тъмната война“. Според очевидно сатиричната статия на „Isten“ фензина, конфликтът се дължи на няколко недоразумения и практически вицове, включващи Лайо, но Мика Лутинен от Impaled Nazarene вярва, че е получил смъртни заплахи на норвежки език. Първият албум на групата му съдържа изявление, в което се казва, че „не се приемат заповеди от Норвегия“, което по-късно Лутинен признава за глупаво и детинско. Лайо коментира конфликта в интервю през януари 1994 г. за списанието „Masters of Brutality“:
„Когато започнахме бандата преди около 4 години, знаехме това и това е добре. Сега има повече хора срещу нас, защото тези нови правила и всички глупави слухове се разпространяват от нашите норвежки врагове... но не ми пука много. Но това е малко тъжно, че блек метъл ъндърграунд сцената е напълно разделена“.

## Състав
| Настоящи членове - Нюклиър Холокосто (Марко Лайо) – вокали, китара, клавири (1989 – 1996, 2008– ) - Содоматик Слотър (Яри Пиринен) – барабани (1989 – 1993, 2008– ) - Ейншънт Корпс Десекрейтър (Сами Тенец) – китара (2008– ) - Ейбъс – бас (2008– ) |  | Предишни членове - Демън Форникейшън – бас - Блек Джийзъс – бас - Кимо Лутинен – барабани |

## Дискография

### Албуми
- „Drawing Down the Moon“ (1993)
- „H418ov21.C“ (1994)
- „Electric Doom Synthesis“ (1995)
- „Engram“ (2009)
- „At the Devil's Studio 1990“ (2011)

### Компилации
- „The Oath of Black Blood“ (1991)
- „Beast of Beherit – Complete Worxxx“ (1999)

### EP и демо
- „Seventh Blasphemy“ (1990)
- „Morbid Rehearsals“ (1990)
- „Demonomancy“ (1990)
- „Dawn of Satan's Millennium“ (1990)
- „Diabolus Down There“ (издаден под името The Lord Diabolus, 1991)
- „Unreleased Studio Tracks“ (1991)
- „Promo 1992“ (1992)
- „Messe des morts“ (1994)
- „Celebrate the Dead“ (2012)

### Сплит
- „Beherit / Death Yell“ (1991)
- „Messe des morts / Angel Cunt“ (1999) (с Archgoat)